# Darryl Powell
Darryl Anthony Powell (Lambeth, Londres, Inglaterra, 15 de noviembre de 1971) es un exfutbolista inglés nacionalizado jamaicano, que se desempeñaba como mediocampista y que disputó con su selección la Copa Mundial de Fútbol de 1998 en Francia.

## Clubes
| Club                | País           | Año         |
| ------------------- | -------------- | ----------- |
| Portsmouth          | Inglaterra     | 1989 - 1995 |
| Derby County        | Inglaterra     | 1995 - 2002 |
| Birmingham City     | Inglaterra     | 2002 - 2003 |
| Sheffield Wednesday | Inglaterra     | 2003        |
| Colorado Rapids     | Estados Unidos | 2004 - 2005 |
| Nottingham Forest   | Inglaterra     | 2005        |

## Selección nacional
Ha sido internacional con la Selección de fútbol de Jamaica, ha jugado 7 partidos internacionales y ha anotado solo 1 gol.

### Participaciones en Copas del Mundo
| Mundial                        | Sede    | Resultado    |
| ------------------------------ | ------- | ------------ |
| Copa Mundial de Fútbol de 1998 | Francia | Primera fase |

### Participaciones Internacionales
| Torneo                          | Sede           | Resultado    |
| ------------------------------- | -------------- | ------------ |
| Copa de Oro de la Concacaf 2000 | Estados Unidos | Primera fase |